# Рёнжи
Рёнжи (фр. Rungis, Ренжи, Ренжис, Рюнжи) — французская коммуна в департаменте Валь-де-Марн (регион Иль-де-Франс).
Площадь — 420 гектаров, численность населения — 5611 человек (по состоянию на 1 января 2017 года).
Расположена в 13 км к югу от Парижа, недалеко от аэропорта Париж-Орли. Она находится в парижской котловине, на плато между долинами Сены и Бьевра, на высоте 80 метров над уровнем моря.
Городок наиболее известен благодаря оптовому рынку Рёнжи, который поставляет товары в Париж и через аэропорт Париж-Орли доставляет их по всему миру. У Рёнжи есть автомобильное и железнодорожное сообщение с Парижем и провинцией.

## История
Название места, бывшее «Romiacum», «Romjacum», «Rungy», «Rongis», «Rungis», указывает на галло-римского владельца по имени Ромиус. В древности римляне брали воду из источников Рёнжи, которые по акведуку вели к термальным ваннам Лютеции (Париж, Lutetia Parisiorum).
Название «Rungis» было впервые записано в королевской грамоте 1124 года как «вилла Рунги» (Rungi Villa).
В 1124 году король Людовик VI предоставил феодальные права аббатству Сент-Женевьев.
В 1613—1623 годы по инициативе Марии Медичи был построен акведук Медичи, который повторил маршрут римского акведука и, в том числе, поставляется в Люксембургский сад.
Рёнжи пострадал во время войн в 1815 и 1870 году. Оставаясь сельским сообществом до середины XX века, он был преобразован, как и многие другие пригороды Парижа, за счет все более плотного заселения, строительства аэропорта Орли и, в частности, за счет создания оптового рынка и др. Орли граничит с промышленной зоной.

## Достопримечательности
- Регард Людовика XIII — здание входа в акведук Медичи, который направляет воду из источников Рёнжи с помощью аркады (Arcueil) в Париж, в соседний «Carré des Eaux» («Карре дез») (в настоящее время находится под двумя футбольными полями).
- Остатки церкви Нотр-Дам (XIII векa), улица Нотр-Дам.
- Бывшая укрепленная ферма Сен-Грегуар и монастырь, 2-я улица Фонтанов (2 rue des Fontaines)
- Бывший дом кардинала Ришельё, ныне ратуша (17 век), 2-я улица Сент-Женевьев (2 rue Sainte-Geneviève)
- Нотр-Дам-де-l’Assomption (Успения Богородицы), ранняя попытка строительства из сборных элементов[7], и Церковь Приората (Eglise du Prieuré), обе — XX века
- Оптовый рынок

## Оптовый рынок Рёнжи
Оптовый рынок Рёнжи был заложен в 1969 году архитекторами Анри Кольбоком и Лебре на 220 гектарах в муниципалитетах Рёнжи и Шевилли-Лару. Сегодня он превратился в крупнейший в мире рынок продуктов питания, занимающий 232 гектара, на котором работают 13 000 человек. Общий грузооборот продукции в 2000 году составил более 1,6 млн тонн. Он имеет свой собственный железнодорожный вокзал, автовокзал, многочисленные рыночные залы, холодильные склады, офисы, гостиницы и т. д.

## Известные личности
- Кардинал Ришельё (1585—1642), первый министр Людовика XIII (1624—1642), владел домом в Рёнжи в первой половине XVII века.
- Эдм Вернике (1727—1804), французский архитектор и садовод, работавший с Жоржем-Луи Леклерком де Бюффоном над дизайном Сада растений и опубликовавший так называемый «План художника» — атлас Парижа, был последним, получившим звание «Seigneur de Rungis».